# Phoenix Eclipse
I Phoenix Eclipse furono una franchigia di pallacanestro della ABA 2000, con sede a Phoenix, in Arizona.
Nati nell'autunno del 2001, disputarono la stagione 2001-02, venendo eliminati nelle semifinali dei play-off dai Southern California Surf.
Si sciolsero al termine della stessa stagione.

## Stagioni
| Stagione | Lega     | Denominazione   | V  | P  | %    | Piazzamento | Play-off   |
| -------- | -------- | --------------- | -- | -- | ---- | ----------- | ---------- |
| 2001-02  | ABA 2000 | Phoenix Eclipse | 19 | 15 | 55,9 | 3º          | Semifinale |